# Johann Josef Ignaz
Johann Josef Ignaz Seeauer (Hallstatt, 28 de julio de 1716 -Salzburgo, 21 de diciembre de 1785) fue un profesor universitario y abad en el Monasterio de San Pedro en el año 1753.

## Vida
Hijo del fabricante de sal imperial y juez de mercado Johann Sigismund Seeauer y María Johann Seeauer. Ingresó al monasterio de San Pedro el 21 de septiembre de 1732 a los 16 años, en donde recibió el nombre religioso de Beda. Estudió teología y derecho en la Universidad Benedictina de Salzburgo. El 5 de julio de 1739, siete años más tarde de su ingreso al monasterio de San Pedro, celebraría su primera clase. 
Desde el año de 1743 a 1745 trabajó como profesor de filosofía, seguido del nombramiento del secretario del abad Gottfried. Luego en predicador en la Iglesia Universitaria de Salzburgo entre los años de 1751 y 1753. Primero asumió el puesto de pastor en la ciudad de Dornbach, cerca de Viena, cuando el capítulo del convento lo eligió abad de la abadía benedictina de San Pedro el 4 de julio de 1753.
De acuerdo con el perfil de un abad barroco, Seeauer intentó construir un número relativamente grande de nuevos edificios. Rediseño el interior de la colegiata en estilo rococó. El campanario recibió un casco nuevo. Desde los años de 1796 a 1775, el propio abad se desempeñó como bibliotecario e hizo remodelar la biblioteca celular; las tenencias de libros se reorganizaron y aumentaron. La Iglesia de San Miguel, ubicada en la Residenzplatz de Salzburgo, se amplió entre los años de1767 y 1778 en nombre de Beda Seeauer.

## Literatura
- Stephan Haering:  Academia Benedictina: Sobre la historia de la Academia Benedictina de Baviera en el siglo XX.  En:  Estudios y comunicaciones sobre la historia de la orden benedictina y sus ramas.  112 (2001), p 467-487.
- Stephan Schaler:  Centenarium inter Centenaria. Itinerario de una revista centenaria.  En:  Estudios y comunicaciones sobre la historia de la orden benedictina y sus ramas  91 (1980), pp. 23-60.

## Honores
Johann Michael Haydn escribió una cantata en 1778 para el jubileo del abad número 25 de Seeauer, y en 1782 para el quincuagésimo aniversario de su disfraz de "Applausus" (pequeña obra musical y dramática como felicitación).
En el distrito de Maxglan de Salzburgo, Seeauergasse lleva el nombre del abad.